# Jelena Dmitrijewna Belowa
Jelena Dmitrijewna Belowa (russisch Елена Дмитриевна Белова, geborene Nowikowa; * 28. Juli 1947 in Sowetskaja Gawan) ist eine ehemalige sowjetische Florett-Fechterin. Sie gewann vier Goldmedaillen bei Olympischen Spielen.

## Karriere
Jelena Dmitrijewna Belowa gab bei den Olympischen Sommerspielen 1968 in Mexiko-Stadt, damals noch unter ihren Geburtsnamen Nowikowa startend, ihr olympisches Debüt und gewann gleich zwei Goldmedaillen im Einzel und mit der Mannschaft. Bei den Olympischen Sommerspielen 1972 in München konnte Belowa die Goldmedaille mit der Mannschaft erneut erreichen. Im Einzel wurde sie in München nur Fünfte. In Montreal bei den Olympischen Sommerspielen 1976 konnte sie zum dritten Mal Mannschafts-Gold gewinnen. Im Einzel verbesserte sich Belowa und gewann diesmal Bronze. Bei den Heimspielen 1980 in Moskau konnte sie im Einzel keine weitere Medaille gewinnen, erreichte aber Silber mit der Mannschaft. Am 17. Mai 2007 wurde Jelena Dmitrijewna Belowa mit der Pierre-de-Coubertin-Medaille, der höchsten Auszeichnung des IOC geehrt.
Sie war in erster Ehe mit dem Modernen Fünfkämpfer Wjatscheslaw Below verheiratet. Ihr zweiter Mann, der Komponist Walerij Iwanow, schrieb ihr zu Ehren den „Romantischen Walzer“. Zurzeit arbeitet sie als Professorin der Belarussischen Akademie für Körpererziehung und Sport.
Am 14. Mai 2021 wurde ein Asteroid nach ihr benannt: (24426) Belova.